# Campionato mondiale per club FIVB (maschile)
Il campionato mondiale per club FIVB (in inglese FIVB Volleyball Men's Club World Championship) o, più semplicemente, Mondiale per Club maschile FIVB, è una competizione pallavolistica riservata alle squadre maschili vincitrici dei tornei continentali organizzati dalle cinque confederazioni appartenenti alla FIVB e mette in palio il titolo di Campione del Mondo per club.
Alla competizione, ufficialmente, prendono parte i campioni continentali provenienti dalla CEV (Europa), dalla CSV (Sudamerica), dalla NORCECA (Nord-Centro America e Caraibi), dall'AVC (Asia) e dalla CAVB (Africa).
Molto spesso però si è ricorso a delle squadre invitate discrezionalmente dalla FIVB, le cosiddette wild cards, in sostituzione dei clubs che avrebbero avuto diritto a partecipare, ma che per vari motivi hanno declinato l'invito. Per questa ragione, a volte, il numero di partecipanti è stato ridotto a 6 squadre, persino 4 in un'occasione.
La prima edizione si è disputata nel 1989, e la competizione venne riproposta ogni anno fino al 1992. Da allora non si è più giocata, fino alla riproposizione nell'edizione 2009, giocatasi a Doha, Qatar. Per quattro edizioni si giocò nella città qatariota, mentre dal 2013 al 2016 la manifestazione si è disputata in Brasile.
Con l'edizione 2024, il numero di squadre partecipanti viene aumentato ad 8: oltre alla squadra organizzatrice della manifestazione partecipano due squadre europee, due asiatiche, due sudamericane ed una africana.

## Formato
L'attuale formato del Mondiale per club, in vigore dall'edizione 2009, prevede la suddivisione delle squadre partecipanti in due gironi, A e B. Si qualificano per la fase successiva le prime due classificate di ogni girone, che si incroceranno in semifinale (la prima del girone A incontrerà la seconda del girone B, e il contrario). Le squadre qualificatesi terze e quarte nel girone iniziale saranno eliminate, e verranno tutte inserite nella classifica finale con il rango di quinte.
Le vincitrici delle semifinali si contenderanno la vittoria finale, mentre le sconfitte si scontreranno per la finale 3º-4º posto.

## Storia

La premiazione dell'edizione 1990

Il Campionato mondiale per club venne istituito dalla FIVB nel 1989, come massima competizione per una squadra di club. Essa rappresentava, e rappresenta ancora oggi, l'unica opportunità per una squadra di club di partecipare ad una competizione a carattere mondiale.
La prima edizione si disputò in Italia, per la precisione a Parma, e vide la vittoria della squadra di casa. La seconda edizione del Campionato del Mondo confermò il trend iniziato l'anno prima: si giocò a Milano e a vincere fu la squadra meneghina. Si cambiò continente nel 1991, ma a trionfare furono ancora i colori azzurri, a San Paolo del Brasile si impose Ravenna, sconfiggendo in finale i padroni di casa. L'ultima edizione fu quella del 1992, che si giocò a Treviso, dove i padroni di casa vennero sconfitti dalla Volley Gonzaga Milano, alla sua seconda affermazione nel torneo.
Dopo solo quattro edizioni la competizione venne cancellata, vedendo nell'albo d'oro solo vittorie di squadre italiane. La FIVB decise di ripristinare il Mondiale per club nel 2009, dopo ben 17 anni d'assenza. La sede è stata trovata in Doha, capitale del Qatar, dopo la rinuncia del Dubai. Per la prima volta si è deciso di introdurre la Golden Formula, una modalità di gioco già utilizzata da diversi anni in Qatar. Questa regola prevedeva che il primo attacco di ogni squadra venga effettuato solo da seconda linea. Nelle intenzioni degli organizzatori questa novità dovrebbe rendere più lunghe ed entusiasmanti le azioni di gioco.
Nonostante la lunga assenza dai calendari pallavolistici internazionali, il torneo si concluse da dove era ricominciato, cioè con la vittoria di una formazione italiana, in questo caso la Trentino Volley. Durante la manifestazione è stato reso noto che anche le prossime edizioni del torneo si sarebbero disputate in Qatar.
Nell'edizione del 2010 venne abbandonata la Golden Formula, che in un summit di tecnici non incontrò i favori degli addetti al lavoro. Con le regole della pallavolo tradizionale la Trentino Volley si riconfermò campione per la seconda volta consecutiva. La formazione trentina si impose anche nelle edizioni successive, diventando la squadra con più vittorie all'attivo, per di più consecutive.
Nell'aprile del 2013 la FIVB apportò due importanti novità alla competizione per le successive tre edizioni (fino, cioè, al 2015): la prima è il cambio di sede dal Qatar ad una città del Brasile; la seconda è lo spostamento del torneo al mese di maggio a partire dall'edizione 2014, al termine, quindi, di tutte le competizioni nazionali e continentali per club.
Tali novità sono in comune con la Campionato mondiale per club FIVB (femminile), che invece dal 2013 si disputa nella città svizzera di Zurigo.
La prima edizione "brasiliana" vide la vittoria della squadra di casa, il Sada Cruzeiro vicecampione in carica, che interruppe la striscia di vittorie consecutive delle squadre italiane. Il torneo tornò in Europa l'anno successivo, con la vittoria della formazione russa del Belogorie Belgorod. L'anno dopo, per la prima volta nella storia della competizione, non vi sono squadre italiane, e il torneo è vinto nuovamente dal Sada Cruzeiro.

## Albo d'oro
| Edizione      | Edizione                    | Podio              | Podio                 | Podio                 |               |
| Anno          | Sede della finale           | Campione           | Seconda               | Terza                 |               |
| ------------- | --------------------------- | ------------------ | --------------------- | --------------------- | ------------- |
| 1989 Dettagli | Parma                       | Parma              | CSKA Mosca            | Pirelli               |               |
| 1990 Dettagli | Milano                      | Gonzaga Milano     | Banespa               | Parma                 |               |
| 1991 Dettagli | San Paolo                   | Porto Ravenna      | Banespa               | Gonzaga Milano        |               |
| 1992 Dettagli | Treviso                     | Gonzaga Milano     | Treviso               | Olympiakos            |               |
| 1993-08       | -                           | Non disputato      | Non disputato         | Non disputato         | Non disputato |
| 2009 Dettagli | Doha                        | Trentino           | Skra Bełchatów        | Zenit-Kazan           |               |
| 2010 Dettagli | Doha                        | Trentino           | Skra Bełchatów        | Paykan                |               |
| 2011 Dettagli | Doha                        | Trentino           | Jastrzębski Węgiel    | Zenit-Kazan           |               |
| 2012 Dettagli | Doha                        | Trentino           | Sada                  | Skra Bełchatów        |               |
| 2013 Dettagli | Betim                       | Sada               | Lokomotiv Novosibirsk | Trentino              |               |
| 2014 Dettagli | Belo Horizonte              | Belogor'e          | Al-Rayyan             | UPCN                  |               |
| 2015 Dettagli | Betim                       | Sada               | Zenit-Kazan           | UPCN                  |               |
| 2016 Dettagli | Betim                       | Sada               | Zenit-Kazan           | Trentino              |               |
| 2017 Dettagli | Cracovia, Łódź, Opole       | Zenit-Kazan        | Lube                  | Sada                  |               |
| 2018 Dettagli | Częstochowa, Płock, Rzeszów | Trentino           | Lube                  | Fakel                 |               |
| 2019 Dettagli | Betim                       | Lube               | Sada                  | Zenit-Kazan           |               |
| 2020          | -                           | Non disputato      | Non disputato         | Non disputato         | Non disputato |
| 2021 Dettagli | Betim                       | Sada               | Lube                  | Trentino              |               |
| 2022 Dettagli | Betim                       | Sir Safety Perugia | Trentino              | Sada                  |               |
| 2023 Dettagli | Bangalore                   | Sir Safety Perugia | Minas                 | Suntory Sunbirds      |               |
| 2024 Dettagli | Uberlândia                  | Sada               | Trentino              | Foolad Sirjan Iranian |               |

## Palmarès per club
| Squadra            | Titolo | Edizione                     |
| ------------------ | ------ | ---------------------------- |
| Trentino           | 5      | 2009, 2010, 2011, 2012, 2018 |
| Sada               | 5      | 2013, 2015, 2016, 2021, 2024 |
| Gonzaga Milano     | 2      | 1990, 1992                   |
| Sir Safety Perugia | 2      | 2022, 2023                   |
| Parma              | 1      | 1989                         |
| Porto Ravenna      | 1      | 1991                         |
| Belogor'e          | 1      | 2014                         |
| Zenit-Kazan        | 1      | 2017                         |
| Lube               | 1      | 2019                         |

## Palmarès per nazioni
| Nazione | Titolo |
| ------- | ------ |
| Italia  | 12     |
| Brasile | 5      |
| Russia  | 2      |